# Beatallica
Beatallica – amerykański zespół metalowy grający parodystyczne kombinacje utworów zespołów Metallica i The Beatles. Polega to przede wszystkim na modyfikacji muzyki Beatlesów tak, by brzmieniem przypominała utwory Metalliki, czerpiąc z jej riffów i solówek. Parodiowane są także teksty piosenek Beatlesów, poprzez zmianę poetyki na bliższą metalowi oraz stosowanie agresywnego, a nierzadko i wulgarnego języka.

## Dyskografia
- 2001: A Garage Dayz Nite (EP)
- 2004: Beatallica (EP)
- 2007: Sgt. Hetfield’s Motorbreath Pub Band
- 2008: All You Need Is Blood (maxi-singiel nagrany w 13 językach)
- 2009: Masterful Mystery Tour
- 2009: Winter Plunderband (EP)
- 2013: Abbey Load